# 9º Reggimento fanteria "Bari"
Il 9º Reggimento fanteria "Bari" è un'unità militare dell'Esercito Italiano appartenente alla Brigata meccanizzata "Pinerolo", e di stanza a Trani in Puglia. Esso custodisce le tradizioni del Reggimento della Regina dell'Esercito Sabaudo.

## Le origini

### Nella guerra di successione polacca

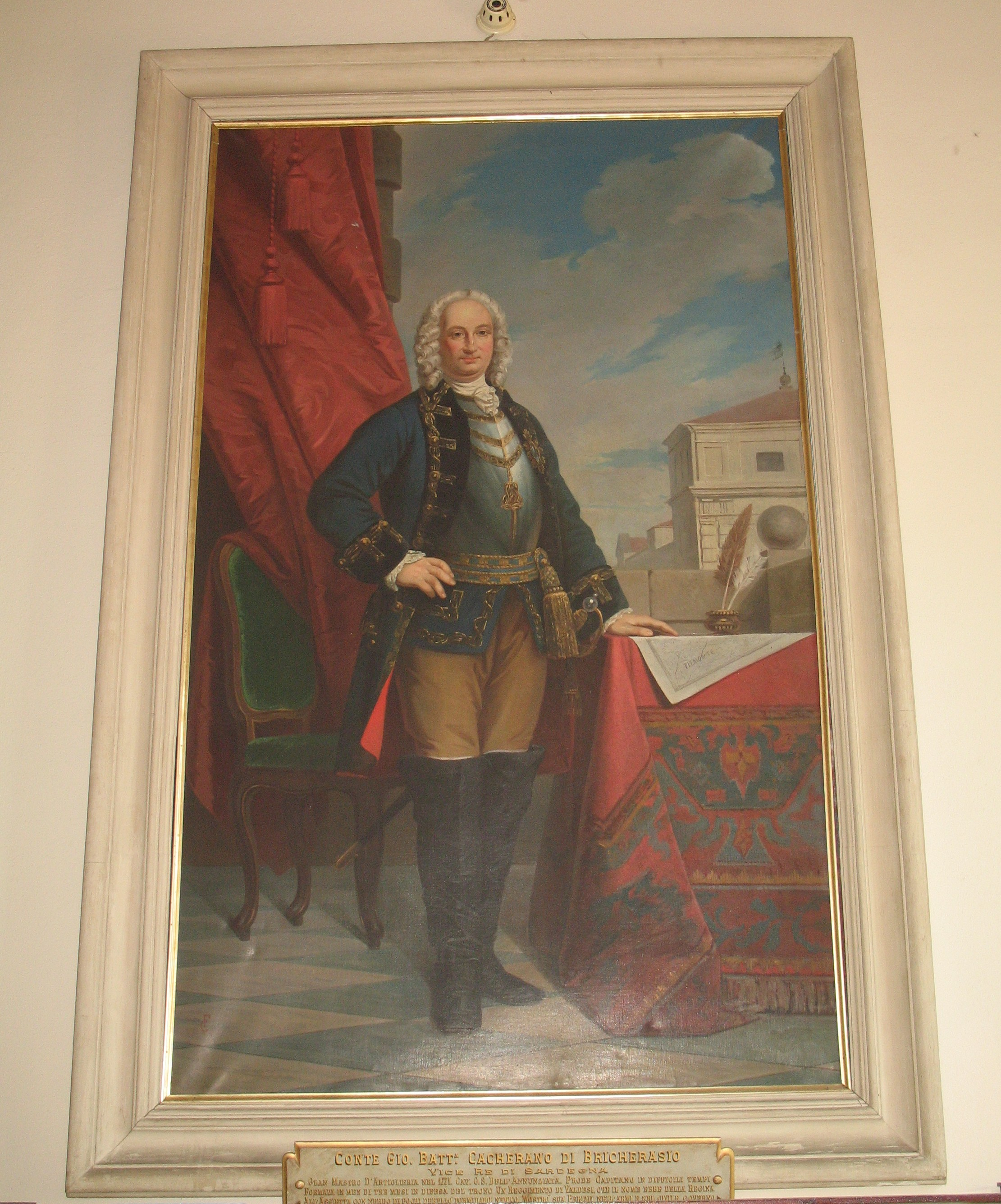
Giovanni Battista Cacherano di Bricherasio, Maestro d'Artiglieria e Viceré del Regno di Sardegna dal 3 settembre 1751 al 25 aprile 1755 - in un dipinto settecentesco (Palazzo Bricherasio di Fubine)

Il cosiddetto Reggimento della Regina fu un battaglione denominato La Regina che dopo aver partecipato alla Guerra di successione polacca (1734-1735) divenne reggimento.
Nacque come battaglione nel 1734, quando il conte Giovanni Battista Cacherano di Bricherasio ottenne da Carlo Emanuele III il permesso di arruolare le dieci compagnie che lo avrebbero formato. Ebbe come primo nome «La Reyne» in onore di Polissena Cristina d'Assia-Rotenburg, moglie del sovrano. Il 13 aprile 1741 fu trasformato in reggimento e rinominato «la Regina».

### Nella guerra di successione austriaca
In questa forma partecipò alla Guerra di successione austriaca (1742-1748). Nel corso delle operazioni militari in difesa della Savoia e delle valli di Casteldelfino, durante le fasi iniziali della guerra per la successione austriaca, il reggimento si pose in luce e Bricherasio ebbe modo di farsi apprezzare dal sovrano, ottenendo il 22 gennaio 1744 il grado di brigadiere d'armata.
Il reggimento lasciate poi le valli del Pellice, dove in luglio era stato inviato per prevenire eventuali tentativi di sedizione filofrancese, partecipò, il 30 settembre, alla Battaglia di Madonna dell'Olmo, presso Cuneo, in cui si comportò onorevolmente e alla cui testa vi era il Bricherasio che rimase ferito sul campo con due suoi fratelli, Carlo e Gianmatteo. Chiamato il Bricherasio a più alti incarichi dal sovrano, il comando del reggimento poi passò al fratello tenente colonnello Gianmatteo. Il reggimento nel 1746 prese parte all'assedio del castello di Savona, capitolato nel dicembre 1746. Prese parte inoltre alle battaglie di Aigueblanche (nella Savoia), a Casteldelfino, Montalbano, Villafranca.

### Nella guerra franco-piemontese

Bandiera colonnella del Reggimento La Regina ai tempi di Vittorio Amedeo III.

Durante gli anni 1792-1796 partecipa alla Guerra franco-piemontese. Allo scoppio della rivoluzione francese il regno di Sardegna aderì alla Prima coalizione contro la Francia rivoluzionaria (1792- 1797) e fino al 1796 il Reggimento combatté i francesi. Nulla potendo però contro il genio militare del Generale Napoleone Bonaparte, il Regno di Sardegna fu costretto all'armistizio e a subire l'occupazione francese della sua parte continentale. Rifugiatosi il Re Carlo Emanuele IV in Sardegna, "La Regina" venne sciolto nel 1798 dal giuramento al Sovrano, cessando di esistere l'anno successivo. Diventa brevemente di nuovo una brigata dal 1º novembre 1815 ma nel 1831 diviene uno dei due reggimenti (1º) della brigata.

### Nel Risorgimento

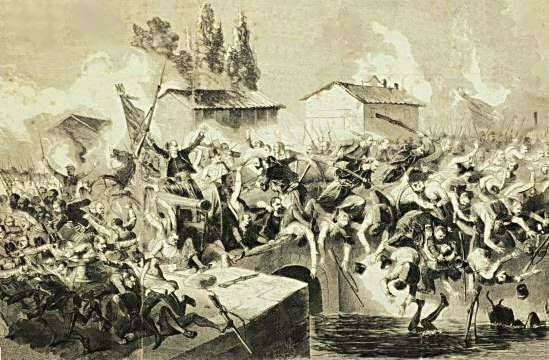
Battaglia di Palestro del 1859 in una litografia di Francesco Ratti

Il 4 maggio 1839 assume la definitiva denominazione di 9º Reggimento fanteria e partecipa alla prima guerra di indipendenza (1848-1849) distinguendosi nei fatti d'arme della Battaglia del ponte di Goito, Battaglia di Pastrengo, Battaglia di Santa Lucia, Battaglia di Goito, Governolo, Mortara e Battaglia di Novara (1849). Per la Seconda battaglia di Governolo è concessa alla bandiera del reggimento una medaglia d'argento al valore militare.
Prende parte alla guerra di Crimea (1855-1856) ove invia un battaglione di formazione, alla seconda guerra di indipendenza (1859) dove combatté nella Battaglia di Magenta e nella battaglia di Palestro del 31 maggio 1859 dove merita la Medaglia d'Oro al Valor Militare.
Successivamente partecipa alle Operazioni del Centro-Meridione (1860-1861) inquadrato nel IV corpo d'armata del Generale Cialdini dove combatte nella Battaglia di Castelfidardo il 18 settembre 1860 insieme al 10º Reggimento fanteria "Regina", all'11º, 12º, 26º Battaglione bersaglieri e ai Lancieri di Novara.
Grazie a questa vittoria vi fu l'annessione al Regno di Sardegna delle Marche e dell'Umbria.
Nel periodo (1860-1870) è impiegato nelle operazioni antibrigantaggio e alla terza guerra di indipendenza (1866) dove combatte a Borgoforte.

## 9º Reggimento fanteria "Regina"
Il 15 ottobre 1871 viene denominato 9º Reggimento fanteria "Regina".

### Il Novecento

#### Nella Prima guerra mondiale
Il reggimento prende parte alla prima guerra mondiale, con il 10º Reggimento Fanteria, nella Brigata "Regina".
Fra le azioni di guerra sostenute:
- Prima battaglia dell'Isonzo (23 giugno - 17 luglio) 1915
- Seconda battaglia dell'Isonzo, il 21 luglio 1915
- Terza battaglia dell'Isonzo (24 ottobre - 2 novembre) 1915
- Quarta battaglia dell'Isonzo (10 novembre - 5 dicembre) 1915
- Marzo 1916 citazione sul bollettino di guerra n.293 per le azioni condotte nella zona di San Martino del Carso.
- 29 giugno 1916 sotto attacco con gas riporta ingenti perdite
- 1916 (agosto – ottobre), per la condotta ottenuta durante la Settima e l'ottava battaglia dell'Isonzo il reggimento viene decorato di medaglia d'oro.
- Dal 20 ottobre 1916 al 28 febbraio 1917 lascia la zona dell'Isonzo per poi ritornarvi.
- 1917 partecipa all'undicesima e la dodicesima battaglia dell'Isonzo, ottenendo per meriti di guerra una medaglia di bronzo al valor militare.
- Battaglia del Piave (15-24 giugno) 1918, riesce a catturare molti nemici ottenendo un'altra menzione sul bollettino di guerra n. 1136.

### Il periodo tra le due guerre
Con l'ordinamento del 1926 dell'esercito, riprende il nome di 9º Reggimento Fanteria "Regina", rimane articolato su due battaglioni, ed a seguito della formazione delle brigate su tre reggimenti è assegnato alla XXIII Brigata di Fanteria unitamente al 10º "Regina" e 47º "Ferrara".
Nel 1934 il Reggimento lascia la Brigata e viene messo alle dipendenze del Comando Militare dell'Egeo. Per la campagna d'Africa del 1935-1936, il reggimento, pur mobilitato non prende parte alla Guerra contro l'Etiopia.

### Nella Seconda guerra mondiale
Nella seconda guerra mondiale il reggimento controlla le isole dell'Egeo ed in seguito riesce a resistere nella piazzaforte di Leros. 103 militari furono uccisi dalla Wehrmacht durante l'eccidio di Kos. Alla fine del conflitto il reggimento si scioglie.

### Tempi recenti
Il 20 novembre 1945 viene ricostituito in Bari quale 9º Reggimento Fanteria "Regina" su comando, compagnia comando e tre battaglioni, ai quali si uniranno poi la compagnia mortai e la compagnia cannoni c/c, il 14 marzo 1947 cambia nome in 9º Reggimento Fanteria "Bari" e tale rimane sino allo scioglimento del 31 ottobre 1975 a seguito della ristrutturazione dell'Esercito. Il 15 aprile 1952, entra a far parte della ricostituita Divisione di Fanteria "Pinerolo", di cui seguirà le vicende e la storia fino ai nostri giorni. Nel 1975 in seguito al processo di riordinamento dell'esercito la Divisione si trasforma in Brigata Motorizzata "Pinerolo" e Il I battaglione del reggimento viene trasformato il 1º novembre 1975 in Trani in 9º Battaglione Fanteria Motorizzato "Bari" ed eredita Bandiera e tradizioni del 9º Reggimento, mentre il II diviene 13º battaglione motorizzato "Valbella". L'8 ottobre 1980 diviene 9º Battaglione Fanteria Meccanizzato "Bari". Dal 17 luglio al 19 settembre 1992 cede una compagnia rinforzata al 12º Reggimento bersaglieri che opera in Sicilia, nella zona di Trapani, nel quadro dell'operazione "Vespri Siciliani" in concorso al mantenimento dell'ordine pubblico. Il 29 settembre 1992, il battaglione perde la propria autonomia ed il giorno successivo è inquadrato quale I Battaglione Meccanizzato nel 9º Reggimento Fanteria "Bari" che si ricostituisce a Trani. Il reggimento ha partecipato a più riprese alle operazioni di ordine pubblico nel sud Italia.

## Il 9º Reggimento fanteria "Bari" oggi

Fregio dell'Arma di Fanteria dell'Esercito Italiano (usato per la Fanteria di Linea)

Il 9º Reggimento, nel corso degli ultimi anni, sta ricevendo i nuovi Veicoli Medi Freccia.

## Dipendenza
Il 9º Reggimento fanteria "Bari" fa parte della Brigata meccanizzata "Pinerolo", che a sua volta dipende gerarchicamente dal "2º Comando Forze di Difesa" o COMFOD 2.

## Struttura
- Comando di reggimento;
- Compagnia comando e supporto logistico;
- 1º battaglione meccanizzato (articolato in 4 compagnie);
  - 1 ^ Compagnia Fucilieri
  - 2 ^ Compagnia Fucilieri
  - 3 ^ Compagnia Fucilieri
  - Compagnia Supporto alla Manovra (ex 4ª Compagnia Armi di Sostegno)

(Il reggimento è alimentato da volontari, compresi VFP1 e i nuovi VFI)

## Soccorso alla popolazione
- 23 novembre 1980: aliquote di personale del 9º reggimento di fanteria meccanizzata "Bari" furono mobilitate per prestare soccorso alle popolazioni terremotate dell'Irpinia. Furono inviati camion leggeri (Cl), medi (Cm), camion pesanti (Cp) e in supporto veicoli corazzati cingolati Vtc M113 (per via di alcune strade provinciali danneggiate dal sisma).
- Febbraio 2012: aliquote di personale e mezzi del 9º Rgt. "Bari" sono mobilitate per l'emergenza maltempo nelle province di Barletta-Andria-Trani in particolare nella località di Spinazzola e Minervino.[8]

### Operazioni svolte in teatro nazionale
- "Operazione Vespri siciliani"
- "Operazione Domino"
- "Operazione Strade Sicure"

## Onorificenze
Nella sua storia il 9º Reggimento fanteria "Bari" ha meritato le seguenti onorificenze alla bandiera:

### Decorati
- Roberto Cozzi
- Carlo Bazzi
- Giuseppe Li Bassi

## Stemma
Scudo: partito; il primo troncato: a) fasciato innestato nebuloso d'argento e di nero (6) (Bricherasio); b) inquartato d'azzurro e di nero alle fiamme ondeggianti trifide d'argento bordate d'oro moventi dai cantoni; sul tutto l'aquila al naturale caricata in petto da uno scudetto di rosso alla croce d'argento (Savoia); il secondo partito di rosso e d'argento (Bari), attraversato da una fascia del primo (Egeo) caricata da una rosa d'oro accollata alla croce di otto punte e patente, d'argento (Rodi). In cuore sulla partitura uno scudetto ovale d'azzurro, al leone burellato d'argento e di rosso coronato e armato d'oro. Il tutto abbassato al capo d'oro.
Corona turrita.
Ornamenti esteriori: lista bifida: d'oro, svolazzante, collocata sotto la punta dello scudo, incurvata con la concavità rivolta verso l'alto, riportante il motto: Ai Bianchi Gli Ardimenti
onorificenza: accollata alla punta dello scudo con l'insegna dell'Ordine Militare d'Italia pendente al centro del Nastro con i colori della stessa.
nastri rappresentativi delle ricompense al Valore: due Medaglie d'Oro, Medaglia d'Argento, Medaglia di Bronzo al Valor Militare sono annodati nella parte centrale non visibile della corona turrita, scendenti svolazzanti in sbarra ed in banda dal punto predetto, passando dietro la parte superiore dello scudo.

## Insegne e Simboli
- Il Reggimento indossa il fregio della Fanteria (composto da due fucili incrociati sormontati da una bomba con una fiamma dritta). Al centro nel tondino è riportato il numero "9".
- Mostreggiature: le mostrine del reggimento sono rettangolari di colore Bianco; derivano dai risvolti e dalle guarniture (mostre) che ornavano le antiche uniformi sabaude, i cui colori cambiavano da reggimento a reggimento. Alla base della mostrina si trova la stella argentata a 5 punte bordata di nero, simbolo delle forze armate italiane.

## Persone legate al Reggimento
- Renato Dario Lupo
- Francesco Caggiani
- Augusto Povoleri
- Michele Bucci
- Francesco Boccia
- Clemente Eghinlian

## Festa del reggimento

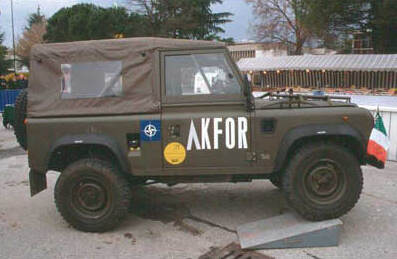
AR 90

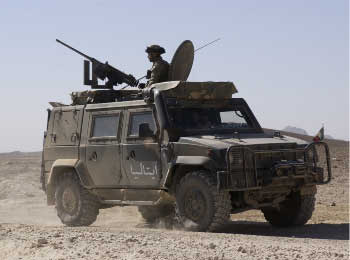
VTLM Lince

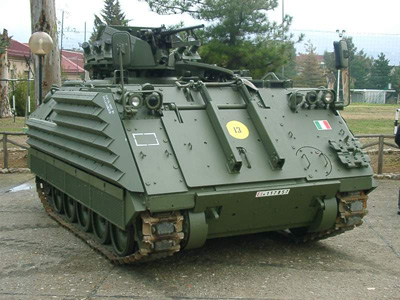
VCC

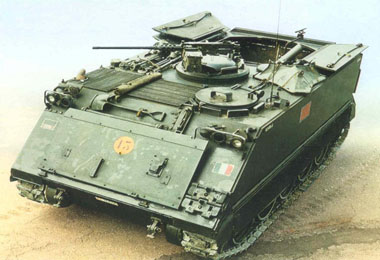
M106

- La festa del reggimento si svolge il 24 ottobre, anniversario della battaglia presso San Michele del Carso nel 1915.

## Armi e mezzi in dotazione
Informazioni ricavate dalla pagina del 9º Reggimento Fanteria "Bari" sul sito dello Stato Maggiore dell'Esercito.

### Armamento
- Pistola automatica "BERETTA 92 FS" cal.9
- Fucile d'assalto "AR 70/90" cal. 5,56
- Beretta ARX-160
- Arma di reparto "MINIMI" cal. 5,56
- Arma di reparto "MG 42/59" cal. 7,62 NATO
- Arma di reparto Browning cal. 12,7
- OD 82/SE
- Mortaio rigato da 120 mm

### Mezzi
- VBM Freccia
- Land Rover AR 90
- VTLM Lince